# Delaware megye (Pennsylvania)
Delaware megye az Amerikai Egyesült Államokban, azon belül Pennsylvania államban található. Megyeszékhelye Media, legnagyobb városa Chester. Lakosainak száma 576 830 fő (2020. április 1.). Delaware megye Montgomery, Philadelphia, Gloucester, New Castle és Chester megyékkel határos.

## Népesség
A megye népességének változása:
| Lakosok száma | 559 033 | 559 058 | 560 699 | 561 973 | 563 894 | 576 830 |
|               | 2010    | 2011    | 2012    | 2013    | 2015    | 2020    |